# Кінчеш
Кі́нчеш — село в складі Холмківської сільської громади  у Ужгородському районі Закарпатської області. Населення становить 328 осіб (станом на 2001 рік). Село розташоване на заході Ужгородського району, за 0,8 кілометра від районного центру.
Поселення утворилося на місці хутора Кінчеш, заснованого 1899 року, у період Чехословаччини, коли тут було відкрито школу для українських переселенців.

## Назва
Є дві версії походження назви села.
Згідно першої, після вдалого полювання австрійський цісар подарував землі своїм вельможам, у тому числі й угорському пану Кінчу. Останній збудував на Ровжаші будинок, хлів, інші господарські споруди. Побудувались тут і його діти. Так від прізвища Кінч виникло поселення "Кінчеш тоньо", тобто в перекладі з угорської хутір Кінчеш.
На думку інших експертів, назва села пішла від угорського слова "кінчтар" (скарб, скарбниця).

## Географія
Село Кінчеш лежить за 0,8 км на південь від районного центру, фізична відстань до Києва — 611,6 км.

## Політика

### Парламентські вибори, 2019
На позачергових парламентських виборах 2019 року у селі функціонувала окрема виборча дільниця № 210582, розташована у спортивному приміщенні.
Результати
- зареєстровано 364 виборці, явка 52,75%, найбільше голосів віддано за «Слугу народу» — 53,40%, за «Силу і честь» — 7,85%, за Всеукраїнське об'єднання «Батьківщина» — 7,33%.[5] В одномандатному окрузі найбільше голосів отримав Роберт Горват (самовисування) — 24,44%, за Олександра Пекаря (Слуга народу) — 23,89%, за Йосипа Борто (самовисування) — 10,00%[6].

## Населення
Станом на 1989 рік у селі проживало 240 осіб, серед них — 118 чоловіків і 122 жінки.
За даними перепису населення 2001 року у селі проживало 328 осіб. Рідною мовою назвали:
| Мова        | Кількість осіб | Відсоток |
| ----------- | -------------- | -------- |
| українська  | 255            | 77,74%   |
| «русинська» | 5              | 1,52%    |
| угорська    | 67             | 20,43%   |
| російська   | 5              | 1,52%    |
| словацька   | 1              | 0,30%    |

## Релігія
Дзвіниця. 1932.
В одному з сільських дворів, при дорозі стоїть характерна для Ужгородщини дерев’яна дзвіниця. Проста каркасна конструкція завершена чотирисхилим бляшаним шатром. Збереглися деякі елементи різьблення.
Невеликий дзвін виготовила фабрика Ф. Еґрі. На час спорудження дзвіниці, що служила римо-католикам та греко-католикам, село мало близько 20 хат.
14 травня 2000 року в неділю Жінок Мироносиць, освятили основний камінь під спорудження першого в селі Кінчеш храму.
-тут збудували унікальну церкву, у якій відправляють Богослужіння аж три християнські конфесії.

## Пам'ятки
- Поселення (VI—IV ст. до н. е., урочище Пашков);

## Туристичні місця
- Дзвіниця. 1932. В одному з сільських дворів, при дорозі стоїть характерна для Ужгородщини дерев’яна дзвіниця. Збереглися деякі елементи різьблення.
Ойкуменічний храм, де відправляють Богослужіння три християнські конфесії.